# دهستان بالش
بالش، دهستانی است از توابع بخش مرکزی شهرستان داراب در استان فارس ایران.این دهستان شامل روستاهای شهرک فتح المبین(برکم و ایجو )، مروارید، تنگ کتویه ،سنگ چارک،آبجهان و شکرویه می باشد.
این منطقه به سبب کوهستانی بودن از درختانی نظیر انجیر،بادام،گردو،گل محمدی،برنوک(گیلاس کوهی)،انار،الوک(بادام کوهی)،بنه و گیاهان دارویی نظیر آویشن ،انغوزه و... می باشد.

## جمعیت
براساس سرشماری سال ۱۳۹۵ جمعیت آن ۱۴،۰۱۳ نفر (۳،۳۵۲ خانوار) بوده‌است.

## رتبه در استان
جمعیت دهستان بالش (۱۴،۰۱۳) از ۲۶ بخش استان فارس بیشتر است و می تواند به بخش ارتقا یابد.لیست بخش ها ترتیب در ذیل آمده است.

| ردیف | بخش              | شهرستان  | جمعیت سال ۱۳۹۵ |
| ---- | ---------------- | -------- | -------------- |
| ۱    | اسیر             | مهر      | ۱۴٬۰۰۳         |
| ۲    | کربال            | خرامه    | ۱۳٬۷۵۴         |
| ۳    | بیرم             | لارستان  | ۱۳٬۷۳۲         |
| ۴    | وراوی            | مهر      | ۱۲٬۸۸۴         |
| ۵    | صحرای باغ        | لارستان  | ۱۲٬۸۵۵         |
| ۶    | کوهمره           | کوه‌چنار  | ۱۱٬۷۱۷         |
| ۷    | کوهنجان          | سروستان  | ۱۱٬۵۶۳         |
| ۸    | کامفیروز شمالی   | مرودشت   | ۱۱٬۳۹۶         |
| ۹    | کنارتخته و کمارج | کازرون   | ۱۱٬۲۷۳         |
| ۱۰   | حنا              | بختگان   | ۱۱٬۱۵۶         |
| ۱۱   | مزایجان          | بوانات   | ۱۰٬۵۹۱         |
| ۱۲   | علامرودشت        | لامرد    | ۱۰،۵۷۹         |
| ۱۳   | نوبندگان         | فسا      | ۱۰٬۳۶۱         |
| ۱۴   | محمله            | خنج      | ۹٬۶۲۵          |
| ۱۵   | بانش             | بیضا     | ۹٬۳۹۷          |
| ۱۶   | دشمن زیاری       | ممسنی    | ۹٬۳۲۶          |
| ۱۷   | دهرم             | فراشبند  | ۸٬۹۴۷          |
| ۱۸   | خیرگو            | لامرد    | ۸،۶۱۱          |
| ۱۹   | جوزار            | ممسنی    | ۷٬۰۳۷          |
| ۲۰   | ارد              | گراش     | ۷٬۰۲۹          |
| ۲۱   | چاه‌ورز           | لامرد    | ۷٬۰۱۰          |
| ۲۲   | رحمت‌آباد         | زرقان    | ۶٬۶۹۷          |
| ۲۳   | باغ صفا          | سرچهان   | ۶٬۵۷۶          |
| ۲۴   | پاسارگاد         | پاسارگاد | ۶٬۱۶۱          |
| ۲۵   | ماهورمیلاتی      | ممسنی    | ۵٬۲۹۷          |